# 향기를 만드는 자
《향기를 만드는 자》(룩셈부르크어: Der Parfumeur)는 2022년에 공개한 독일의 영화이다.

## 캐스팅

### 주연
- 에밀리아 슐레
- 오거스트 딜